# Gioiella kristenseni
Gioiella kristenseni är en stekelart som först beskrevs av Meade-waldo 1915.  Gioiella kristenseni ingår i släktet Gioiella och familjen Eumenidae. Inga underarter finns listade i Catalogue of Life.